# Karel Wittoch
Karel Wittoch (2. prosince 1856 Slepotice – 21. listopadu 1907 Pardubice) byl český hudební pedagog a skladatel.

## Život
Byl členem hudební rodiny Witochů, jeho dědeček byl hudební skladatel Josef František Wittoch. Hudební základy získal u svého otce, učitele a hudebníka ve Slepoticích. Jako mladík byl houslistou ve Vídni. V roce 1875 se vrátil do rodného kraje a stal se varhaníkem v Sezemicích. Od roku 1888 působil jako učitel hudby a zpěvu v Pardubicích. Kromě toho byl sbormistrem pěveckého sboru Sokola a pěveckého sboru Řemeslnické jednoty a varhaníkem. Přátelil se se známým kolínským kapelníkem Františkem Kmochem.
Jeho tři synové se stali rovněž hudebníky. Zemřel 21. listopadu 1907 v Pardubicích. Pochován je na hřbitově v Sezemicích.

## Dílo
Komponoval pochody, tance a jiné populární skladby pro dechové a salonní orchestry. Některé z jeho skladeb vyšly tiskem. Pozůstalost je uložena v pardubickém muzeu.